# Sent Desier de Chasteluç
Sent Desíer (en francès Saint-Dizier-li-Domaines) és una localitat i comuna de França, a la regió de la Nova Aquitània, departament de la Cruesa. La seva població al cens de 1999 era de 199 habitants. Està integrada a la Communauté de communes de la Petite Cruesa.

## Demografia
| 1968 | 1975 | 1982 | 1990 | 1999 |
| ---- | ---- | ---- | ---- | ---- |
| 325  | 297  | 242  | 215  | 199  |

## Administració
| Període   | Identitat      | Partit |
| --------- | -------------- | ------ |
| 2001-2008 | Jean Coulondon |        |
| 2008-     | Jean Rapinat   |        |